# Ising-modellen
Isingmodellen er en matematisk model, der anvendes i fysik til beskrivelse af ferromagnetisme i statistisk mekanik. Den er opkaldt efter fysikeren Ernst Ising. Modellen består af diskrete variable, der repræsenterer det magnetiske dipolmoment i atomers spin, der kan have én af to stadier (+1 eller −1). Spinnet bliver arrangeret i en graf, normalt med et gitter (hvor lokale strukturer bliver gentaget periodisk i alle retninger), hvilket tillader at hvert spin interagerer med sine naboer. Naboernes spin, der er i samme retning, har en lavere energi end dem, som går i modsat retning; systemet foretrækker den laveste energi, men varme forstyrrer denne tendens, hvilket skaber muligheden for forskellige strukturelle faser. Modellen gør det muligt at identificere faseovergangene som en simplificeret model for virkeligheden. Den todimensionelle square-lattice Isingmodel er en af de simpleste statistiske modeller til at vise faseovergang. Hvis spinnene generaliseres til at kunne rotere i et plan er der i stedet tale om en XY-model.
Isingmodellen blev opfundet af fysikeren Wilhelm Lenz (1920), der gav den som en opgave til sin studerende Ernst Ising. Den éndimensionelle Isingmodel blev løst af Ising (1925) selv i hans afhandlng fra 1924; den har dog ingen faseovergang. Den todimensionelle square-lattice Isingmodel er langt vanskeligere, og den fik først en analytisk beskrivelse senere af Lars Onsager (1944). Den bliver normalt løst ved transfer-matrix metoden, selvom der findes andre fremgangsmåder, der er mere relateret til kvantefeltteori.
I dimensioner større end fire bliver faseovergangen i Isingmodellen beskrevet med middelfeltteori.
Modellen er en middelfeltmodel, dvs. interaktionerne mellem to spin er stort set uafhængige af deres rumlige placering. Denne antagelse laves for at gøre modellen simplere at anvende. Det viser sig, at hvis man i stedet ønske at inkorporere deres rumlige placering (via spin-spin-interaktionsparametre som bliver mindre når afstanden mellem de to spin øges) bliver modellen langt vanskeligere at anvende.
Isingproblemet uden et eksternt felt kan også vises som et problem inden for grafteori med maksimal skæring (Max-Cut), hvilket kan løses via kombinatorisk optimering.